# 니제르 위기
2023년 7월 26일, 니제르에서 쿠데타가 발생하여 대통령 경호대가 모하메드 바줌 대통령을 구금하고 대통령 경호실장 압두라하마네 치아니 장군이 자신을 새로운 군사 정권의 지도자라고 선언했다.
2023년 7월 30일, 서아프리카 국가 경제 공동체(ECOWAS)는 니제르 쿠데타 세력에게 바줌에게 권력을 넘겨주지 않으면 국제 제재와 무력 사용에 직면 할 수 있다는 일주일의 기한을 주었다. 최후통첩의 시한은 8월 6일에 만료되었고 ECOWAS는 8월 10일에 대기 부대를 즉시 동원하도록 명령했다. ECOWAS는 지난 2016년~2017년 감비아 체제 위기 이후 민주주의 회복을 위해 감비아에 개입한 바 있다.

## 같이 보기
- 쿠데타 벨트
- 2020년 말리 쿠데타
- 2021년 기니 쿠데타
- 2023년 니제르 쿠데타
- 2023년 가봉 쿠데타